# George Somers
George Somers (24 tháng 4 năm 1554 – 9 tháng 11 năm 1610) là một truyền trưởng của đội tàu tư nhân, đô đốc hải quân và là anh hùng của Hải quân Hoàng gia Anh, được phong tước hiệp sĩ vì thành tích của mình và là Đô đốc của Công ty Virginia ở Luân Đôn. Ông đã đạt được danh tiếng khi tham gia đoàn thám hiểm do Ngài Amyas Preston dẫn đầu đã cướp bóc Caracas và Santa Ana de Coro vào năm 1595, trong Chiến tranh Anh-Tây Ban Nha (1585–1604) không được tuyên bố. Ngày nay ông được nhớ đến với tư cách là người sáng lập thuộc địa Bermuda của Anh, nơi này còn được gọi là Quần đảo Somers.

## Sự nghiệp
Somers sinh ra ở Lyme Regis, Dorset vào năm 1554, là con trai của John Somers và vợ. Ngay từ khi còn trẻ, ông đã trở thành một thủy thủ nổi tiếng lành nghề và sở hữu ít nhất một con tàu, Julian, có cảng quê hương là Lyme Regis. Chuyến phiêu lưu đầu tiên của Somers là chỉ huy con tàu Flibcote, cùng với ba tàu khác trong Chiến tranh Anh-Tây Ban Nha (1585–1604) không được công bố, trong một cuộc đột kích vào Tây Ban Nha; ông đã mang về nhà những chiến lợi phẩm trị giá hơn 8.000 bảng Anh.